# Bufotes
Bufotes es un género de anfibios anuros de la familia de sapos Bufonidae. Se distribuyen por buena parte de Eurasia y norte de África. Los miembros de este género están relacionados con el sapo corredor (Epidalea calamita), y son la gran mayoría de especies que se incluían en el grupo de Bufo viridis.

## Especies
Se reconocen las siguientes 14 según ASW:
- Bufotes balearicus, (Boettger, 1880)
- Bufotes boulengeri, (Lataste, 1879)
- Bufotes latastii, (Boulenger, 1882)
- Bufotes luristanicus, (Schmidt, 1952)
- Bufotes oblongus, (Nikolskii, 1896)
- Bufotes pewzowi, (Bedriaga, 1898)
- Bufotes pseudoraddei, (Mertens, 1971)
- Bufotes siculus, (Stöck, Sicilia, Belfiore, Buckley, Lo Brutto, Lo Valvo & Arculeo, 2008)
- Bufotes surdus, (Boulenger, 1891)
- Bufotes turanensis, (Hemmer, Schmidtler & Böhme, 1978)
- Bufotes variabilis, (Pallas, 1769)
- Bufotes viridis, (Laurenti, 1768)
- Bufotes zamdaensis, (Fei, Ye, & Huang, 1999)
- Bufotes zugmayeri, (Eiselt & Schmidtler, 1973)